# Andrea Legarreta
Andrea Legarreta Martínez (Ciudad de México, 12 de julio de 1971) es una actriz, conductora de radio, y televisión.

## Biografía
Andrea Legarreta Martínez inicia como modelo de comerciales de televisión a los 2 años de edad, a los 8 años de edad ingresa a estudiar, canto, baile y actuación en el Centro de Capacitación Artística de Televisa y participa en programas unitarios como Nosotros los Gómez, Papá soltero, Tres Generaciones, Plaza Sésamo y la telenovela Carrusel, entre otros. A los 16 años ingresa al grupo musical Fresas con crema y comienza su carrera como conductora en el programa Música futura, a la par que regresa a las telenovelas con Más allá del puente, Simplemente María, Alcanzar una Estrella, Muñecos de papel, Baila conmigo, La sombra del otro, No tengo madre, entre muchas otras.
En 1989 inició su carrera en cine en la cinta mexicana Ladrones de tumbas al lado de Fernando Almada, Erika Buenfil y el primer actor Roberto Cañedo, también participó en esta cinta Ernesto Laguardia, quien más tarde sería su compañero de conducción en el programa Hoy. 
En 1993 participó en la radionovela Vereda de espinas. Ese mismo año protagonizó, junto con Kate del Castillo, Héctor Soberón y el debutante Javier Gómez, la película Nada que ver, producida por Humberto Zurita y Christian Bach.
En 1995 Andrea Legarreta regresa a la conducción con el programa Ombligo Club, y en 1996 participa en el programa de Óscar Cadena, Cómplices en familia, junto con Juan Carlos Nava "El Borrego" y Gaby Castro.
En 1996 conduce Tu Espacio de Expresión, Valores Bacardí y Compañía, certamen en el que participan jóvenes en la modalidad de intérpretes, vídeos y carteles.
Luego de participar en más de 10 telenovelas, en 1997 decide regresar a la conducción por invitación del periodista Guillermo Ochoa, en el programa Hoy Mismo, que duró 2 años; no obstante, llegó una nueva emisión titulada simplemente Hoy. Este nuevo programa, en el que ha sido conductora titular durante más de 20 años, le dio la oportunidad de afianzar su carrera.
En 1998 Andrea Legarreta estuvo interesada en protagonizar la telenovela Tres mujeres en el personaje de "Fátima Uriarte", pero lo rechazó y siguió en la conducción, años después hizo una aparición en la cinta La segunda noche.
En el año 2000 comienza Aquí Entre Dos, un nuevo proyecto al que fue invitada por la productora Carmen Armendáriz y en el que nuevamente fungía como conductora del programa al lado de Martha Carrillo. Simultáneamente a este proyecto comienza en radio el programa La Chuchis y la Cuquis. Por esa misma época, Andrea Legarreta, junto con Lilia Aragón y Pilar Boliver, decide integrarse en el elenco original de la puesta en escena de Los monólogos de la vagina.
En 2002 protagoniza la telenovela ¡Vivan los niños! junto con Eduardo Capetillo, en la cual interpretó el papel de la tierna maestra Lupita. Desde el final de esta telenovela, Andrea Legarreta se ha dedicado principalmente a la conducción de programas televisivos y solo ha aparecido esporádicamente en telenovelas con participaciones especiales.

## Vida personal
En el año 2000 contrajo matrimonio en Acapulco con Erik Rubín, con quien tuvo dos hijas, llamadas Mia y Nina hasta su separación en 2023.

## Filmografía

### Programas de televisión
- Premios TVyNovelas (2019).... Conductora
- Premios TVyNovelas (2015).... Conductora
- Minuto para ganar VIP (2013).... Invitada
- Me quiero enamorar (2009).... Conductora
- Así es mi casa (2002).... Conductora
- Aquí entre dos (2001).... Conductora
- Hoy (1998-2000, 2003-).... Conductora
- Hoy Mismo (1997).... Conductora
- Cómplices en familia (1996).... Conductora
- Ombligo club (1995).... Conductora

### Telenovelas
- Qué pobres tan ricos (2013).... Silvana Ruizpalacios Saravia
- Por ella soy Eva (2012).... Ella misma
- La fuerza del destino (2011).... Verónica Reséndiz
- Mañana es para siempre (2009).... Reportera
- Amarte es mi pecado (2004).... Conductora de televisión
- ¡Vivan los niños! (2002-2003).... Maestra Lupita Gómez[20]
- Una luz en el camino (1998).... Ana Olvera de González
- No tengo madre (1997).... Consuelito
- La sombra del otro (1996).... María Elena "Malena" Gutiérrez[20]
- Valentina (1993-1994).... Constanza "Connie" Basurto
- Baila conmigo (1992).... Rebeca
- Alcanzar una estrella II (1991).... Adriana Mastreta de Lugo
- Alcanzar una estrella (1990).... Adriana Mastreta del Castiĺlo
- Simplemente María (1989-1990).... Ivonne D'Angelle
- Carrusel (1989).... Aurelia
- Mi segunda madre (1989).... Denisse

### Series de televisión
- Sexo y otros secretos (2007).... Conductora de televisión
- Derbez en cuando (1999).... Invitada (1 episodio)
- Mujer, casos de la vida real (1996-2001).... Laura
- Papá soltero (1992).... Grecia (1 episodio)

### Películas
- Mamá se fue de viaje (2019).... Cassandra[20]
- Plan V (2018).... Cameo entrevista
- La segunda noche (2001).... Farmacéutica
- Crisis (1998)
- Educación sexual en breves lecciones (1993).... Alejandra[20]
- Ladrones de tumbas (1989).... Andrea[20]

### Doblaje
- Parque mágico (2019).... Mamá de June (doblaje al español)[21]

- Mi villano favorito 3 (2017).... Agente Lucy Wilde (doblaje al español)
- Emoji: La película (2017).... Emoji  carcajada (doblaje al español)
- Bailarina (2016).... Odette (doblaje al español)
- Mi villano favorito 2 (2013).... Agente Lucy Wilde (doblaje al español)
- Zookeeper (2011).... Janet la leona (doblaje al español)

## Premios y nominaciones

### Premios TVyNovelas
| Año  | Categoría        | Programa              | Resultado |
| ---- | ---------------- | --------------------- | --------- |
| 2007 | Mejor conductora | Hoy                   | Ganadora  |
| 2006 | Mejor conductora | Hoy                   | Nominada  |
| 1991 | Mejor Villana    | Alcanzar una estrella | Nominada  |